# Озона (Техас)
Озона (англ. Ozona) — переписна місцевість (CDP) в США, в окрузі Крокетт штату Техас. Населення — 2663 особи (2020).

## Географія
Озона розташована за координатами 30°42′27″ пн. ш. 101°12′22″ зх. д. / 30.70750° пн. ш. 101.20611° зх. д. (30.707414, -101.205986).  За даними Бюро перепису населення США в 2010 році переписна місцевість мала площу 12,13 км², уся площа — суходіл.

### Клімат
| Клімат : Озона               | Клімат : Озона | Клімат : Озона | Клімат : Озона | Клімат : Озона | Клімат : Озона | Клімат : Озона | Клімат : Озона | Клімат : Озона | Клімат : Озона | Клімат : Озона | Клімат : Озона | Клімат : Озона | Клімат : Озона |
| Показник                     | Січ.           | Лют.           | Бер.           | Квіт.          | Трав.          | Черв.          | Лип.           | Серп.          | Вер.           | Жовт.          | Лист.          | Груд.          | Рік            |
| Абсолютний максимум, °C      | 30,6           | 33,9           | 36,1           | 38,9           | 41,7           | 42,2           | 42,2           | 42,8           | 41,7           | 36,7           | 31,7           | 32,2           | 42,8           |
| Середній максимум, °C        | 15,0           | 17,8           | 21,1           | 26,1           | 30,6           | 33,3           | 33,9           | 34,4           | 31,1           | 26,1           | 20,0           | 15,0           | 25,4           |
| Середній мінімум, °C         | −1,1           | 1,7            | 5,6            | 10,6           | 16,1           | 20,6           | 21,7           | 21,1           | 17,2           | 11,7           | 4,4            | −0,6           | 10,8           |
| Абсолютний мінімум, °C       |                | −22,2          | −13,3          | −7,2           | 1,7            | 7,2            | 10,0           | 10,6           | 1,1            | −6,7           | −13,3          | −18,9          |                |
| Норма опадів, мм             | 24             | 28             | 41             | 44             | 56             | 52             | 35             | 50             | 51             | 60             | 23             | 17             | 481            |
| ---------------------------- | -------------- | -------------- | -------------- | -------------- | -------------- | -------------- | -------------- | -------------- | -------------- | -------------- | -------------- | -------------- | -------------- |
| Джерело: The Weather Channel |                |                |                |                |                |                |                |                |                |                |                |                |                |

## Демографія
Згідно з переписом 2010 року, у переписній місцевості мешкало 3225 осіб у 1195 домогосподарствах у складі 888 родин. Густота населення становила 266 осіб/км².  Було 1393 помешкання (115/км²).
Расовий склад населення:
| - 82,1 % — білих - 0,9 % — корінних американців - 0,7 % — чорних або афроамериканців - 0,3 % — азіатів - 0,1 % — вихідців з тихоокеанських островів - 14,0 % — осіб інших рас |

До двох чи більше рас належало 1,9 %. Частка іспаномовних становила 68,2 % від усіх жителів.
За віковим діапазоном населення розподілялося таким чином: 27,8 % — особи молодші 18 років, 58,2 % — особи у віці 18—64 років, 14,0 % — особи у віці 65 років та старші. Медіана віку мешканця становила 38,1 року. На 100 осіб жіночої статі у переписній місцевості припадало 93,9 чоловіків;  на 100 жінок у віці від 18 років та старших — 93,2 чоловіків також старших 18 років.
Середній дохід на одне домашнє господарство  становив 61 901 долар США (медіана — 51 458), а середній дохід на одну сім'ю — 69 613 долари (медіана — 57 350). За межею бідності перебувало 17,5 % осіб, у тому числі 31,8 % дітей у віці до 18 років та 9,4 % осіб у віці 65 років та старших.
Цивільне працевлаштоване населення становило 1540 осіб. Основні галузі зайнятості: сільське господарство, лісництво, риболовля — 37,3 %, будівництво — 19,7 %, освіта, охорона здоров'я та соціальна допомога — 14,4 %.